# Ivan Fičev
Ivan Fičev (in bulgaro Иван Фичев?; Veliko Tărnovo, 15 aprile 1860 – Sofia, 13 novembre 1931) è stato un generale bulgaro, capo di stato maggiore dell'esercito durante il periodo delle guerre balcaniche e ministro della guerra dal settembre 1914 all'agosto 1915.

## Biografia
Nato a Veliko Tărnovo nell'allora Impero ottomano, era nipote di Kolju Fičeto, famoso architetto e scultore bulgaro del XIX secolo; dopo gli studi a Tărnovo e Gabrovo, si diplomò al Robert College di Istanbul. Durante la guerra russo-turca del 1877-78, Fičev si arruolò in un corpo di volontari bulgari impegnato a fianco dei russi, servendo poi come traduttore per il governo provvisorio russo di Tărnovo; nel 1880 fu accettato all'accademia militare di Sofia del neo costituito esercito bulgaro, uscendone nel 1882 con il grado di tenente e venendo assegnato al 20º battaglione fanteria "Varna". Promosso primo tenente nell'agosto del 1885, nel novembre seguente prese parte alla guerra serbo-bulgara come comandante di una compagnia del 5º reggimento fanteria "Danubio", partecipando alla difesa di Vidin dal 12 al 16 novembre. Promosso capitano nel gennaio del 1887, nel 1889 studiò per un anno all'accademia militare di Torino; ottenne la promozione a maggiore il 1º gennaio 1892 e a colonnello il 1º gennaio 1903. All'inizio del 1907 ottenne il comando della 2ª divisione fanteria "Tracia" di base a Plovdiv, e il 1º gennaio 1908 fu promosso al grado di maggior generale.
Nel 1910 Fičev fu nominato capo di stato maggiore dell'esercito bulgaro, e in questa veste diresse i preparativi militari per la guerra contro l'Impero ottomano. Il 19 ottobre 1912 Bulgaria, Serbia e Grecia, riunite nella cosiddetta "Lega Balcanica", dichiararono guerra all'Impero ottomano dando il via alla prima guerra balcanica: le truppe bulgare dilagarono nella regione della Tracia infliggendo due pesanti sconfitte agli ottomani nelle battaglie di Kirk Kilisse (24 ottobre) e di Lüleburgaz (28 ottobre - 3 novembre), oltre a porre l'assedio alla fortezza di Adrianopoli; nonostante queste vittorie, il parziale insuccesso bulgaro nella battaglia di Çatalca (17-18 novembre), fatto che fece tramontare la possibilità di un'occupazione bulgara della capitale ottomana Istanbul, compromise il prestigio di Fičev, che venne relegato in un ruolo secondario nella conduzione delle operazioni belliche, ora praticamente controllate dal generale Mihail Savov, rappresentante personale dello zar Ferdinando I.
Dopo la vittoria della Lega Balcanica nel conflitto, attriti e dissidi iniziarono a sorgere tra gli alleati circa la spartizione dei territori conquistati agli ottomani; nel governo bulgaro iniziò a farsi strada la possibilità di risolvere la disputa con le armi: Fičev si dichiarò contrario a un conflitto contro gli ormai ex-alleati, ma il 30 giugno 1913 non poté impedire che Savov, agendo praticamente di sua iniziativa, ordinasse alle forze bulgare di attaccare i reparti serbi e greci schierati nelle zone contese della Macedonia, dando avvio alla seconda guerra balcanica. Fičev rassegnò le dimissioni per protesta, ma queste non furono accettate ed egli rimase nella sua carica di capo di stato maggiore dell'esercito: assalite da serbi, greci, ottomani e romeni, le forze bulgare accumularono ben presto una serie di sconfitte e il paese fu costretto a chiedere la pace a metà del luglio 1913; Fičev guidò la delegazione bulgara durante le trattative di pace finali, siglando il trattato di Bucarest il 10 agosto 1913.
Dopo le guerre balcaniche Fičev continuò a ricoprire la carica di capo di stato maggiore fino al 1º gennaio 1914, quando fu promosso a tenente generale e messo al comando del 3º distretto militare; il 14 settembre dello stesso anno fu nominato ministro della guerra del governo di Vasil Radoslavov, carica che mantenne fino all'agosto del 1915 quando si ritirò dal servizio attivo. Posto nella riserva, non prese parte alla prima guerra mondiale, ma nel dopoguerra fu nominato ministro plenipotenziario presso l'ambasciata bulgara di Bucarest; Ivan Fičev morì a Sofia il 13 novembre 1931 all'età di 71 anni.